# منتخب الفلبين لكرة القدم الشاطئية
منتخب الفلبين الوطني لكرة القدم الشاطئية (بالإنجليزية: Philippines national beach soccer team)‏ ، هي منتخب رياضي لكرة القدم الشاطئية في الفلبين.

## مصدر
1. ↑  Former Azkals banner Philippine team to FIFA Beach Soccer World Cup qualifiers | InterAksyon.com | Sports5 [وصلة مكسورة] نسخة محفوظة 04 مارس 2016 على موقع واي باك مشين.